# パーフェクト・キス 濡らしてプレイバック
『パーフェクト・キス 濡らしてプレイバック』（パーフェクト・キス ぬらしてプレイバック、英題：Perfect Kiss）は、吉行由実監督の日本映画。2023年6月16日公開。R-18作品。

## 概要
吉行由実監督作品。前作『ママと私 とろけモードで感じちゃう』に続き、主演に花音うららを起用する。2022年8月1日には映倫審査を終えていたが、公開は2023年6月まで延ばされていた。
ヒロイン山岸小百合のキャラクターは花音うららへの当て書き。吉行は「恋に奥手な無防備で無意識な性欲を見せたかった」「例えば現実には経験はなくても頭の中ではすごい妄想している人とかいますよね。それをカワイイ子がやったらエロいんじゃないかって」と本作制作のきっかけを述べている。
映画ライターの切通理作は「セックスが先にあって、恋愛感情が置き去りになってしまったヒロインの目覚めの物語」と論評。
また切通は「一歩間違えれば生々しい結末になりそうだが、ガーリーな展開がラストのストレートな愛と繋がるのが吉行由実監督の真骨頂」と評論。
2024年7月、『恋する家庭教師　感じすぎる唇』のタイトルでスターボードよりDVD化。

## あらすじ
教師を目指していた小百合は、家庭教師をしていたとき、生徒からキスを迫られ生徒の母から問題視される。自分が悪いわけでもないのに大学教授である実の母からも説教を受け、教師の道を禁じられ、母の経営する事務所の事務員として就職した。これにより昼食や買い物など、ほとんど母と一緒に行動する日々となり、母の用意した婚約者をあてがわれるなど、極度の箱入り娘生活を送っていた。それでも反発心はあり、いとこの瑠美の協力もあり、ようやく一人暮らしできる環境を得た。
しかし毎日はつまらない。特に処女もささげることになった婚約者・平川との性生活がつまらないのだ。母の経営する会社で働く平川は、仕事はできるが、何もかもが穏やか。「平和の対義語が混乱ならば、一度でいいから混乱してみたい。頭がおかしくなるほど興奮してみたい」と小百合は思った。ある日の夜、平川から「声を出さないんだね」と言われた。気持ちよくないから声が出ないのだ。でもそんな小百合にも思い出しただけで体が熱くなる秘密の記憶がある。そう、キスを迫られたあの日の記憶だ。

## 出演
山岸小百合
演 ‐ 花音うらら
塾の事務員。母には教師に向いてないとレッテルを張られ、人生をコントロールされている。
山岸彩子
演 ‐ 小池絵美子
表向きには良妻賢母の女性学教授。エッセイスト、経営者など複数の顔で活躍する著名人。メディアでは女性の活躍を訴えているが、実生活（娘への対応）では全く異なる。
瑠美
演 ‐ 広瀬結香
エステティシャン。小百合とはいとこの関係。年の離れた夫と結婚しているが、弘樹とはセフレ関係。
水原弘樹
演 ‐ 市川洋
バーテンダー。小百合とは家庭教師時代に出会う。キスを迫った騒動後に進学をあきらめバーテンダーとして働いたのち、独立してバーをオープンする。
平川
演 ‐ 安藤ヒロキオ
小百合の婚約者。性格も性生活も穏やかな男。
小百合の父
演 ‐ 野間清史
娘に優しいが寡黙な彩子の夫。小百合とは血がつながっておらず義父にあたる。
客
演 ‐ 河野宗彦
バーの客
客
演 ‐ 吉行由実
バーの客
旦那
演 ‐ 森羅万象
瑠美の夫。妻にセフレがいることも知るが、自分が悪いと謝罪する心弱き旦那。

## スタッフ
- 監督・脚本：吉行由実[1]

- ラインプロデューサー：江尻大
- 撮影：小山田勝治
- 録音：大塚学
- 編集：西山秀明
- 助監督：河野宗彦
- 小道具：中津侑久
- 選曲・効果：うみねこ音響
- 整音：竹内雅乃
- グラフィック：佐藤京介
- スチール；本田あきら
- 監督助手：小林義之
- 撮影助手：ナカネヨシオ
- ポストプロダクション：スノビッシュ・プロダクツ
- 仕上げ：東映ラボ・テック
- 制作：オフィス吉行
- 提供：オーピー映画